# Philippe de la Fuente
Pour les articles homonymes, voir De la Fuente.
Philippe de la Fuente est un auteur de bande dessinée de nationalité française et d'origine espagnole, né à La Corogne (Espagne) en 1969.

## Biographie
Il étudie aux Beaux-Arts de Madrid et participe aux fanzines espagnols Potag, Paté de Marrano et El Cretino.
En 1995, il s'installe en région parisienne. Il réalise alors ses premières œuvres avec le collectif Trait de plume (Un parque). L'année suivante, il rejoint la Comédie Illustrée avec laquelle il  édite Peronnik l'idiot en 1997 et Le mystère des femmes volées en 1999. Ensuite, il publie régulièrement dans des magazines (Spirou, Le Journal de Mickey, Science et Vie Découvertes...), dessine des story-boards de dessins animés sous la direction de Bernard Deyriès (Petit Potam, Les malheurs de Sophie, La princesse du Nil et Pépin trois Pommes) et donne des cours de bande dessinée au centre d’animation Reuilly entre 1996 et 1999.
En 2003, il s'installe en Touraine ainsi que la maison d'Edition la Comédie Illustrée. Il participe aux albums de Nicolas Barral (Philippe et Francis, Nestor Burma) en effectuant leur mise en couleur et réalise 3 albums de Blagues Juives chez Delcourt. Il travaille sur les carnet de la cabane magique chez Bayard. Il continue à travailler pour la presse en tant qu'illustrateur, mais aussi en tant que Storyboardeur pour la publicité.
Il a donné des cours de croquis et d'illustration à l'école Brassart et continue aujourd'hui à enseigner au Lycée Saint Marguerite à Chambray les Tours.
Il a fondé son propre cours indépendant où il dispense des cours de dessin, de peinture, de manga et de bandes dessinées ainsi que d'Animation 2D : Tours de Dessins.

## Publications

### Auteur
- Jean l'or, La Cafetière 1997
- Peronnik l'idiot, La Comédie Illustrée, 1997  (ISBN 2-911391-21-7)
- Le Chemin d'Edam, scénario Christopher, Treize Étrange, 1999[1]  (ISBN 2-911058-33-X)
- Le Mystère des femmes volées, scénario Mehdi Shami, La Comédie Illustrée, 1999  (ISBN 2-911391-27-6)
- Un clair de lune, La Comédie Illustrée, 2001  (ISBN 2-911391-43-8)
- Les Blagues juives, trois tomes, Delcourt, 2006-2008

### Coloriste
- Les Aventures de Philip et Francis : Menaces sur l'empire, Dargaud, 2005
- Les Aventures de Philip et Francis : Le piège machiavélique, Dargaud, 2011
- Nestor Burma : Boulevard...ossements, Casterman, 2013
- Les Aventures de Philip et Francis : S.O.S. météo, Dargaud, 2014
- Les Cobayes, Dargaud, 2014
- Nestor Burma : Micmac moche au Boul'Mich, Casterman, 2015
- Nestor Burma : Boulevard...ossements (nouvelle édition), Casterman, 2019
- Nestor Burma : Corrida aux Champs-Élysées, Casterman, 2019
- Nestor Burma : Les Rats de Montsouris, Casterman, 2020

### Encreur
- Enquête d'amour, (Marion Duval) Bayard 2005

### E-Books
- Un loup-garou à Snow-ville, (Tristan & Ilfröd 1) Caramba 2010
- Gags à Gogo, (Tome1) Caramba 2010

### Illustrateur
- Les carnets de la Cabane Magique, nos 9 à 15, Bayard
- Mes premiers grand galop, nos 4 à 7, Bayard